# Vaccin contre les infections invasives à pneumocoque
Le vaccin contre les infections invasives à pneumocoque est un vaccin destiné à prévenir les infections dues à Streptococcus pneumoniae, une bactérie. Il en existe plusieurs, ciblant différents sérotypes et pouvant être conjugués à des protéines. L'efficacité du vaccin est importante et ses effets secondaires sont le plus souvent sans gravité. Il fait partie des vaccins recommandés chez le nourrisson.

## Rappels
Streptococcus pneumoniae est une bactérie responsable d'otites, de sinusites et surtout de pneumonies, dont la mortalité peut atteindre 25 % en cas de bactériémie associée, et de méningites, dont la mortalité est de 10 % et le taux de séquelles neuropsychiques est de 30 %.

## Caractéristiques
Les vaccins contre les infections invasives à pneumocoque contiennent des polyosides de la capsule bactérienne. On distingue les vaccins non conjugués et les vaccins conjugués à une protéine. En France, les vaccins disponibles sont le vaccin non conjugué composé de 23 valences (dirigé contre les sérotypes 1, 2, 3, 4, 5, 6B, 7F, 8, 9N, 9V, 10A, 11A, 12F, 14, 15B, 17F, 18C, 19A, 19F, 20, 22F, 23F et 33F), et le vaccin conjugué à la protéine CRM 197 composé de 13 valences (dirigé contre les sérotypes 1, 3, 4, 5, 6A, 6B, 7F, 9V, 14, 18C, 19A, 19F et 23F). Ils sont injectables par voie intramusculaire.

## Recommandations
En France, la vaccination recommandée du nourrisson par le vaccin conjugué à 13 valences consiste en 2 injections à 2 mois d'intervalle, aux âges de 2 et 4 mois, suivies d'un rappel à l'âge de 11 mois.
Aux États-Unis, la vaccination systématique des adultes de plus de 65 ans est également recommandée.

## Efficacité
Le vaccin non conjugué à 23 valences est peu efficace chez le nourrisson. Après l'âge de 2 ans, le taux de protection théorique est estimée entre 85 et 90 %, en sachant que l'immunogénicité est souvent faible pour les valences 6, 10A, 18C, 19F, 22 et 23F. Les anticorps sont détectables pendant 5 ans chez l'adulte. L'efficacité clinique semble être de 50 à 70 %.
Le vaccin conjugué à 13 valences induit une réponse immunitaire satisfaisante pour 12 valences, et faible pour la valence 3. Son efficacité sur la survenue des infections invasives n'est pas connue, mais elle peut être extrapolée à partir d'un vaccin antérieurement disponible à 7 valences (contenues dans le vaccin à 13 valences), dont l'efficacité est évaluée à 94 %. Le vaccin à 13 valences induit une immunogénicité plus importante que le vaccin à 23 valences pour les sérotypes concernés.
Chez l'adulte, le vaccin est efficace dans la prévention de la pneumopathie à pneumocoque, mais sans effet démontré sur la mortalité.
Au niveau santé publique, la vaccination des enfants permet de réduire les infections à pneumocoque chez l'adulte au sein de la même population, ainsi que le portage du germe.

## Tolérance
Les effets indésirables observés après l'injection du vaccin contre les infections invasives à pneumocoque peuvent être une douleur, un érythème, une induration ou un œdème au site d'injection, une irritabilité, une hypersomnie ou une fièvre ou des myalgies. Des réactions allergiques sévères, telles qu'une urticaire, un angiœdème ou une réaction anaphylactoïde, ont été rarement rapportés.
Le vaccin est contre-indiqué en cas d'hypersensibilité à l'un des composants.